# Ghetto de Smolensk
Le ghetto de Smolensk (5 août 1941 — 15 juillet 1942) est le lieu de déportation sous la contrainte par les forces armées allemandes, des Juifs de la ville de Smolensk, selon un processus visant à l'extermination des Juifs, pendant l'occupation allemande des territoires de la Russie, durant la Seconde Guerre mondiale.

## Communauté juive de Smolensk
La présence juive à Smolensk est très ancienne et daterait même selon certaines sources de la fin du XIIIe siècle. Lorsque la ville fut incluse dans les territoires de la Russie en 1686, il fut interdit aux Juifs d'encore y résider. Toutefois au début du XVIIIe siècle, ils furent autorisés à s'y installer à nouveau. Ils s'occupaient d'artisanat, de commerce et d'activités financières. Leur nombre augmenta, et à la fin du XIXe siècle, ils représentaient dix pour cent de la population soit 4 650 habitants. La ville disposait de deux synagogues, d'une école juive et d'une société d'aide aux démunis. Durant la Première Guerre mondiale, de nombreux Juifs arrivèrent à Smolensk fuyant la ligne de front de la Lituanie notamment. La population a continué de croître et, en 1926, la communauté juive comptait 12 887 habitants, soit 16,2 % de la population totale. Après la Révolution d'Octobre, les institutions juives furent progressivement éliminées et les lieux de cultes confisqués par le pouvoir bolchévique, comme pour les autres religions.

## Opération Barbarossa
Avec 3 000 habitants prisonniers, le ghetto de Smolensk est le ghetto le plus important en nombre d'habitants qui fut créé sur le territoire occupé de la République socialiste fédérative soviétique de Russie. La population juive de la ville, plus nombreuse, avait été décimée lors de la prise de la ville et au début de la Bataille de Smolensk (1941) à partir du 10 juillet 1941.
La Biélorussie et l'Ukraine se trouvèrent plus rapidement à l'arrière du front de l'opération Barbarossa, en juin 1941 lors de l'invasion de l'Union soviétique, du fait de l'efficacité de la stratégie allemande, la Blitzkrieg. Dès lors, dans ces territoires occupés hors des zones de combats, le nombre de ghettos fut très important. Le nombre de ghettos de Biélorussie pendant la Seconde Guerre mondiale s'éleva ainsi à plus de 300. En Ukraine, ce sont pas moins de 440 ghettos qui furent créés. En Russie, le nombre total de ghettos ne s'est élevé qu'à 41, et sur quelques oblasts seulement Entre la ligne de front et les territoires russes, qui n'ont jamais été occupés par les Allemands, se trouvait une bande de territoire de largeur variable suivant les résultats des combats, dans lesquels ces derniers, durant quelques mois, créèrent des ghettos. Par ailleurs le pourcentage de population juive dans la population totale était plus important en Biélorussie et en Ukraine qu'en Russie.
À Smolensk se déroulèrent des affrontements du 10 juillet au 10 septembre 1941, lors de la Bataille de Smolensk (1941), et à nouveau du 7 août au 2 octobre 1943 (Bataille de Smolensk (1943)). La position géographique de la ville de Smolensk était capitale au point de vue stratégique, à 360 kilomètres à peine au sud-ouest de Moscou, que les Allemands n'atteignirent jamais.

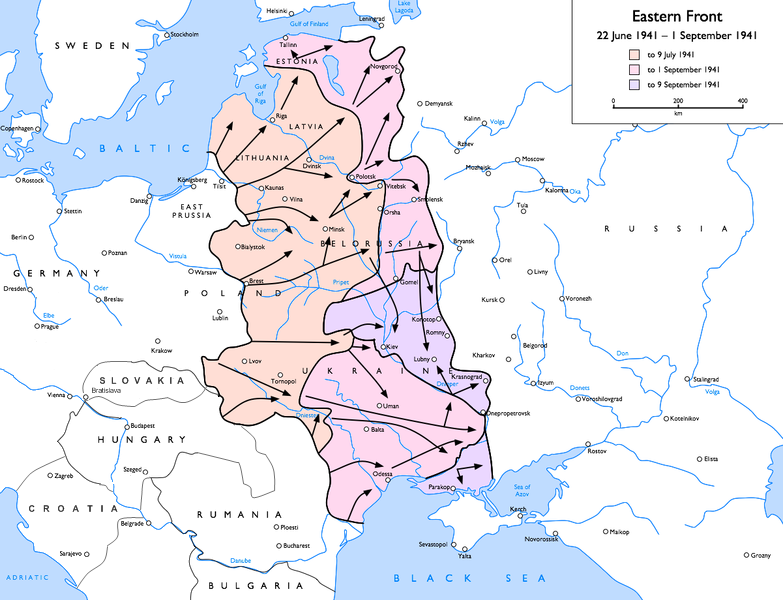
Front Est de juin 1941 à septembre 1941

## Création du ghetto
Les forces allemandes prirent la partie de la ville sur la rive droite du Dniepr, le 16 juillet 1941. La partie de la ville située sur la rive gauche ne fut prise que le 29 juillet. Lors de la prise de la ville et lors de première bataille de Smolensk, de nombreux habitants, y compris les Juifs, furent tués ou s'enfuirent de la ville.
Le ghetto de Smolensk fut créé le 5 août 1941, soit à peine six semaines après le début de l'opération Barbarossa, le 22 juin 1941, et une semaine après la prise de la ville. La gendarmerie, avec des militants locaux de la garde municipale dirigés par Gleb Oumnov, dégagea un quartier de 80 maisons environ qui était situé près du cimetière juif. Le quartier « Sadki », situé au nord-est de la ville. La garde municipale et la gendarmerie rassemblèrent les juifs par la force puis les chassèrent dans ce ghetto. Ils étaient environ 3 000. Les Einsatzgruppen» B, le Sicherheitsdienst (SD), sous le commandement de l'Oberscharführer SS Masskov, avec l'aide de la milice de la ville, mirent en œuvre le dispositif prévu par les nazis pour les exterminer.
Entre novembre et décembre 1941, commença également le gazage des Juifs au monoxyde de carbone à Smolensk et dans l'Union soviétique occupée. Dans ce procédé, le gaz ne vient pas de bouteilles, comme dans les centres d'« euthanasie » sur le territoire du Reich, mais de tuyaux d'échappement de camions spécialement conçus à cette fin (Gaswagen) par les techniciens de Nebe au Reichssicherheitshauptamt (Office central de la sécurité du Reich-RSHA).
Un dossier tenu par l'assistant du Gruppenführer, Artur Nebe, le SS Engelmann, confirme les déclarations d'après-guerre selon lesquelles dès le début du mois d'août 1941 un chimiste de l'Institut de technique criminelle fut envoyé à Smolensk par Nebe. À la mi-décembre 1941, Nebe informa son successeur à la fonction de commandant de l'Einsatzgruppen B que deux « véhicules spéciaux » étaient sur le point d'être envoyés à l'Est.
Le médecin en chef de la ville de Smolensk, K. E. Efimov, fit preuve d'un zèle particulier dans l'identification des Juifs de Smolensk. Il instaura une ordonnance selon laquelle tous les prestataires de soins de santé devaient, lors de l'examen de malades, renseigner sur une petite carte si le sujet était ou non circoncis. Si un second diagnostic confirmait l'exactitude du premier renseignement, il y avait obligation de faire un rapport aux autorités. Ce médecin, Efimov, avait pris lui-même l'initiative de cette ordonnance..

## Destruction du ghetto
Le 15 juillet 1942, un an après sa création environ, sur l'insistance de l'administration d'occupation, eut lieu une grande « Aktion » contre les Juifs. Sous ce nom banal d'Aktion, les nazis désignaient des opérations consistant le plus souvent à exécuter un grand nombre de Juifs. Deux mille Juifs du ghetto furent conduits dans les villages de Mogalachtchine et Korokhotkounsk, où ils furent tués selon différents procédés, la fusillade restant le plus utilisé. L'Aktion fut organisée par le vice-maire, G. S. Gandsdiouk, ainsi que par le chef du département politique de la garde, N. F. Alfertchik.
Le policier Timothy Tichtchenko fit preuve de beaucoup de zèle lors de l'exécution des Juifs. Il les mena d'abord de la ville jusqu'au lieu de la fusillade, les aida ensuite à enlever leurs vêtements, puis organisa la distribution de leurs vêtements entre ses collègues. En échange de ces vêtements, il recevait de la vodka et des vivres. Un mois plus tard le journal local Route nouvelle titrait à son sujet : « Un gardien de l'ordre exemplaire ».